# Akatsuki (sonda espacial a Venus)
Akatsuki, abans també coneguda com a Venus Climate Orbiter (VCO) o PLANET-C, fou una sonda espacial dissenyada per la JAXA (l'agència espacial japonesa) destinada a l'exploració de l'atmosfera de Venus. Va ser llançada a bord d'un coet H-IIA 202 el 20 de maig de 2010, i no va poder entrar en òrbita al voltant de Venus el 6 de desembre de 2010. Després d'estar en òrbita al voltant del Sol durant cinc anys, els enginyers van situar-la amb èxit en una òrbita el·líptica venusiana alternativa el 7 de desembre de 2015 utilitzant els retrocoets de control d'actitud durant 20 minuts.
Mitjançant l'ús de cinc càmeres diferents que treballaven a diverses longituds d'ona, la sonda Akatsuki estudià l'estratificació de l'atmosfera, la dinàmica atmosfèrica i la física dels núvols. Els astrònoms que treballaven en la missió van informar de la detecció d'una possible ona de gravetat (no s'ha de confondre amb les ones gravitacionals) a l'atmosfera de Venus el desembre de 2015. Les investigacions també inclogueren l'observació de la superfície usant una càmera infraroja i experiments per a determinar el vulcanisme actual en la superfície i la presència de llamps.
La JAXA perdé el contacte amb la sonda a finals d'abril de 2024.

## Disseny
La massa total de la sonda era de 640 kg, inclosos 320 kg de propel·lent i 34 kg d'instruments científics. Els seus panells solars li proporcionaven prop de 1200 W d'energia en òrbita de Venus.
La càrrega científica de la sonda consistí en un aparell d'imatge ultraviolada (UVI), una càmera d'ona llarga infraroja (LIR), una càmera d'1-μm (IR1), una càmera de 2-μm (IR2) i un experiment de ràdio (RS).
L'objectiu de les investigacions era crear el mapa de la superfície usant una càmera infraroja i diversos experiments per determinar el possible vulcanisme existent en la superfície del planeta, així com la presència i freqüència de raigs i altres fenòmens elèctrics a l'atmosfera de Venus.

## Desenvolupament de la sonda
El disseny conceptual del projecte es va iniciar el 2002, passant a partir de 2004 a una fase d'estudi d'aquest. El pressupost per a aquesta missió és de ¥130.000 milions de ienés (110 milions de dòlars nord-americans) per al satèl·lit i ¥120.000 milions de iens (100 milions de dòlars nord-americans) per al llançament.
Durant l'any 2007 van ser avaluats els dissenys i models tèrmics i mecànics previstos. Després d'això, entre novembre de 2007 i març de 2008, diverses parts de la sonda van ser modificades substancialment, després de la qual cosa la sonda va passar a la fase final del procés de muntatge de cara al seu llançament.
L'octubre de 2009 es va triar el nom oficial de la sonda una vegada fos llançada, "Akatsuki" i en cooperació amb l'organització de l'Any Internacional de l'Astronomia 2009, es va iniciar la campanya "AKATSUKI Message Campaign", recollint missatges que van ser incorporats a la sonda, a fi de donar a conèixer al gran públic els objectius de la missió.

## Desenvolupament de la missió
El seu llançament estava previst pel 17 de maig de 2010, però va ser retardat diversos dies a causa de problemes meteorològics. Finalment la sonda va ser llançada, juntament amb la vela solar IKAROS, el 20 de maig de 2010 a les 21:58:22 UTC (21 de maig a les 6:58 JST) des del Yoshinobu 1 del Centre Espacial de Tanegashima.

### Primer intent d'inserció orbital
Després de la seva arribada a la rodalia del planeta gairebé set mesos després d'haver estat llançada, el dimarts 7 de desembre de 2010 la sonda no va aconseguir situar-se en òrbita del planeta, així que va entrar en òrbita solar. L'error, explicat per l'agència japonesa, va consistir que la sonda, que es trobava en aquells dies a 550 km de la superfície de Venus, no va desaccelerar prou per entrar en l'òrbita del planeta; calia mantenir actiu durant 12 minuts el motor de la sonda per així poder frenar-la i col·locar-la en l'òrbita del planeta, però el procés va fallar per raons desconegudes. L'endemà la JAXA va anunciar que donava la missió per perduda, si bé posteriorment va desenvolupar plans per intentar una segona inserció orbital quan la sonda tornés a passar per les proximitats de Venus, entre 2015 i 2017, per a això la sonda va ser posada en estat d'hibernació, atès que la vida útil de la mateixa inicialment prevista era de quatre anys i mig.

### Segon intent d'inserció orbital

Animació mostrant la trajectòria de la sonda Akatsuki des del 21 de maig de 2010 al 31 de desembre de 2016.
Akatsuki; Venus; Terra; Sol;

Es van dur a terme ajustos en l'òrbita de la sonda el 7 i el 14 de setembre de 2011, obtenint menys acceleració de la prevista, a causa de la possible fallada d'algun dels motors. Es van realitzar tres noves maniobres orbitals el novembre de 2011, després del que es mantenia la possibilitat d'un segon intent d'inserció orbital entre 2015 i 2017.
La nau va aconseguir la seva posició més allunyada de Venus l'octubre de 2013, aproximant-se lentament al planeta des d'aquesta data. L'abril de 2014 la sonda Akatsuki seguia funcionant, malgrat haver excedit la seva prevista vida útil en un 30%, mantenint l'agència espacial japonesa els seus plans de reintentar situar-la en l'òrbita venusiana. D'acord amb un informe publicat per la JAXA el febrer de 2015, es podria intentar dur a terme la inserció orbital el desembre de 2015. Després de realitzar l'última sèrie de maniobres l'agost de 2015, es va programar la trobada de la sonda amb Venus pel 7 de desembre de 2015. El segon intent va resultar reeixit, situant-se la sonda en òrbita de Venus, segons van informar els enginyers de la JAXA el 9 de desembre, en una òrbita el·líptica amb un apoastre a 440.000 km de Venus, i un periastre a 400 km de la superfície del planeta, amb un període orbital de tretze dies i 14 hores.

### Estat actual de la missió

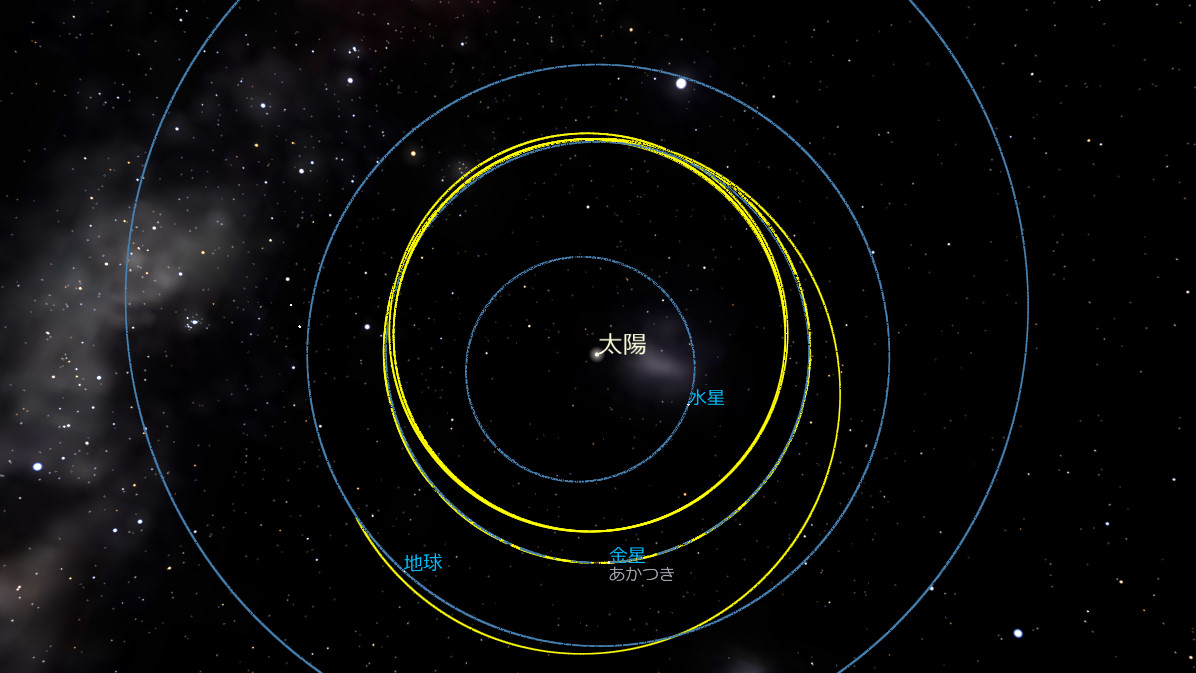
Traçat del recorregut de la sonda (en groc).

L'endemà passat de la inserció orbital, els controladors van verificar el bon funcionament de tres de les càmeres (UVI, LIR i IR1). Després d'un encès dels coets de la sonda el 26 de març, l'òrbita va quedar fixada a 330.000 km amb un període orbital d'entre 9 i 13 dies. La missió, la durada de la qual va ser prevista en dos anys, es va iniciar formalment a mitjan maig.
Poc després de la inserció, els instruments de la nau van registrar una "forma d'arc en l'atmosfera que s'estén 6.000 milles, gairebé de pol a pol"; els científics del projecte van descriure aquest arc com una "ona de gravetat" en els vents del planeta sobre Aphrodite Terra, "una regió muntanyenca de la grandària d'Àfrica que s'eleva fins a tres milles de la superfície". La missió ha recopilat dades en totes les bandes espectrals rellevants des d'ultraviolat llunyà (FUV) a longituds d'ona de microones.
Les imatges de l'orbitador Akatsuki van revelar alguna cosa similar a un corrent en jet a la regió dels núvols baixos i mitjans de l'atmosfera de Venus, que s'estén a entre 45 i 60 quilòmetres d'altitud. La velocitat del vent es veu maximitzada prop de l'equador. El setembre de 2017, els científics de la JAXA van denominar a aquest fenomen "jet equatorial venusià".
A l'abril de 2018, Akatsuki va finalitzar la seva fase d'observació regular i va entrar en una fase d'operació estesa. L'extensió de les operacions van ser aprovades fins a finals de 2020, amb extensions addicionals de la missió a avaluar d'acord amb la condició de la nau espacial en cada moment. Es va veure que Akatsuki tenia suficient combustible per operar durant almenys dos anys més.
La JAXA va planejar continuar la missió fins al 2028, però perdé el contacte amb la sonda a finals d'abril de 2024.